# Spektralni razred
Zvijezde se u astronomiji dijele u spektralne tipove koji su direktno vezani uz njihove boje. Boja zvijezde govori nam kolika je temperatura na njenoj površini. Više podataka možemo dobiti ako svjetlo koje stiže sa zvijezda promatramo u spektroskopu. Spektroskop nam može pokazati raspored apsorpcijskih linija koje nam mnogo govore o evolucijskom stadiju zvijezde i procesima koji se u njoj odvijaju. Svakom elementu pripada točno određena spektralna linija.

## Podjela na spektralne razrede
Postoje razne klasifikacije za zvijezde, ali najpopularnija klasifikacija je ona koja je izmislila Annie Jump Cannon. Kod ove klasifikacije zvjezde se svrstavaju po sjajnosti i veličini tako da svaki razred zvijezde dobiva obilježavajuće slovo: O,B,A,F,G,K,M poslije čega slijedi jednoznamenasti broj od 1 do 9 koja obilježava potkategoriju sjajnosti i veličine. Tako na primjer. Slovo O označava veliku sjajnu zvijezdu, dok na samom kraju slovo M su zvijezde koje su na pragu veličine dovoljne za pokretanje nuklearne fuzije. U ovoj klasifikaciji naše Sunce pripada zvijezdama razreda G2.

#### Razred O
Zvijezde razreda O veoma su rijetke, sjajne, masivne i vruće. Na svakih 32.000 zvijezda dolazi jedna razreda O. Prosječna O zvijezda svjetlija je od Sunca nekoliko stotina tisuća puta, pa čak i nekoliko milijuna puta. Veliku količinu zračenja ove zvijezde ispuštaju u UV dijelu spektra. 
Spektar ovih zvijezda odlikuju snažne apsorpcijske linije He II, snažno ionizirane (zajedno s linijama SI IV, O III, N III i C III), neutralne linije He i snažne vodikove Balmerove linije. Zbog svoje velike mase, gorivo troše veoma brzo te im je životni vijek veoma kratak. Ovakve zvijezde često završavaju kao supernove. 
Nastanak planeta uz ovakve zvijezde je malo vjerojatan zbog snažnog zračenja zvijezda. 
- Primjeri: Zeta Krme, Lambda Oriona, Delta Oriona.

#### Razred B
Zvijezda razreda B vrlo su vruće, sjajne i masivne. Njihov spektar obilježen je linijama neutralnog helija i umjereno snažnim linijama vodika. Od ioniziranh metala mogu se naći linije Mg II i Si II. Kao i zvijezde razreda O, vrlo su masivne, kratko žive i zbog toga ih se često nalazi u blizini područja gdje su nastale. Zvijezde razreda B često se nalaze u grupacijama koje se zovu OB asocijacije koje su pak povezane s velikim međuzvjezdanim molekularnim oblacima. Asocijacija Orion OB1 zauzima veći dio našeg spiralnog kraka u Mliječnoj stazi i sadrži neke od najsvjetlijih zvijezda u zviježđu Orionu. Zvijezde tipa 'B čine 0,13% zvjezdane populacije glavnog niza.
- Primjeri: Rigel, Spica, zvijezde u Plejadama.

#### Razred A
Zvijezde razreda A čine najveći dio zvijezda vidljivih golim okom. Njihova boja je plavo-bijela. U njihovim spektrima pronađene su snažne linije vodika i ioniziranih metala (Fe II, Mg II i Si II). Kod ovih zvijezda počinje se uočavati i jačanje linije Ca II. Ove zvijezde čine 0,63% populacije zvijezda glavnog niza. 
- Primjeri: Vega, Sirius i Deneb.

#### Razred F
Zvijezde razreda F sjajne su i vruće ali ne i toliko masivne. Zato ih se velik broj nalazi u glavnom nizu. Spektri ovih zvijezda posjeduju jače linije H i K od Ca II. Neutralni metali (Fe I, Cr I) počinju pokazivati svoje linije u kasnijim stadijima razreda F. Linije vodika i helija počinju slabiti kod ovih zvijezda. Boja zvijezda razreda F je bijela ili bijelo-žuta. Njihov udio u populaciji zvijezda glavnog niza je 3,1%.
- Primjeri: Canopus, Procyon.

#### Razred G
Zvijezda razreda G najbolje poznajemo zbog činjenica da je i Sunce spada u ovaj razred. U spektru su najuočljivije H i K linije Ca II. Linije vodika slabije su nego u zvijezda razreda F, ali zajedno s ioniziranim metalima, posjeduju i neutralne metale. G zvijezde su većinom zvijezde glavnog niza jer veledivovi često mijenjaju spektar između razread O i B te razreda K i M, kratko se zadržavajući u razredu G. Razred G je također i vrlo nestabilni spektralni razred za veledivove. Ukupno 8% svih zvijezda glavnog niza spadaju u ovaj spektralni razred.
- Primjeri: Sunce, Capella, Alfa Centauri A.

#### Razred K
U razred K spadaju narančaste zvijezde, nešto hladnije nego Sunce. Neke od zvijezda razreda K su veledivovi kao Arktur, a neke članovi glavnog niza kao Alfa Centauri B. Kod ovih zvijezda spektralne linije vodika su veoma slabe, ako uopće i postoje. Većina apsorpcijskih linija u spektru potječe od neutralnih metala (Mn I, Fe I, Si I). Kasniji stadiji spektralnog razreda F pokazuju i linije TiO2. K zvijezde čine 13% populacije zvijezda glavnog niza.
Primjeri: Arktur, Alfa Centauri B, Aldebaran

#### Razred M
Zvijezde razreda M su najčešće zvijezde. Oko 78% svih zvijezda spada u crvene patuljke, poput Proxime Centauri. Zvijezde razreda M mogu biti i veledivovi poput Antaresa ili Betelgeusa kao i promjenive zvijezde tipa Mira. Kasniji stadiji razreda M također sadržavaju i smeđe patuljke. Spektralne linije zvijezda razreda M pokazuju linije molekula i sve linije koje pripadaju neutralnim metalima. U većini slučajeva linije vodika ne postoje. Linije TiO2 su veoma snažne i dominantne u kasnijim stadijima razreda M. Ponekad se mogu pronaći linije vanadijevog oksida. 
- Primjeri:
  - Antares - velediv
  - Proxima Centauri - crveni patuljak
  - Gliese 581 - crveni patuljak

### Dodatni spektralni razredi
Nova otrkića u astronomiji uzrokovala su uvođenje novih spektralnih razreda. 
U njih spadaju razredi:
- W (ili WR) - Wolf-Rayetove zvijezde.
- OC (ili ON, BC, BN) - Prijelazni razred između Wolf-Rayetovih zvijezda i razreda O i B.
- L - zvijezda hladnije od zvijezdi razreda M, prijelazni stupanj između smeđih patuljaka i zvijezdi.
- T - smeđi patuljci snažnih linija metana.
- Y - veoma hladni smeđi patuljci temperatura manjih od 700 K.
- C - zvijezda veledivovi razreda M snažnih linija ugljika.
- S - zvijezde veledivovi razreda M snažnih linija ZrO2.
- D - bijeli patuljci, ostatci zvijezda sličnih Suncu.

## Vanjske poveznice
- Leksikografski zavod Miroslav Krleža[neaktivna poveznica] Spektralni razredi zvijezda
- Najbliže zvijezde  Arhivirana inačica izvorne stranice od 22. listopada 2012. (Wayback Machine)
- Proxima Centauri